# Lvivs universitet

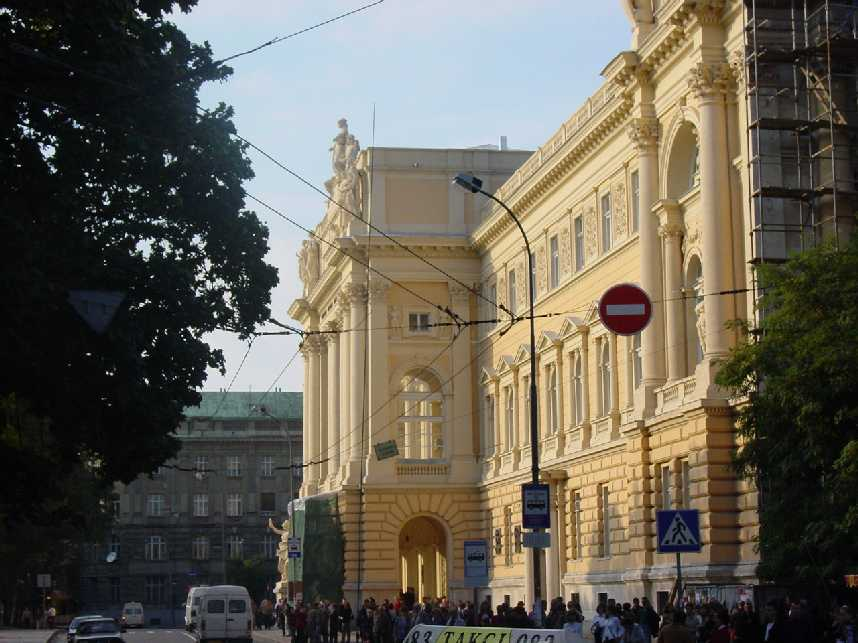
Universitetets fasad.

Lvivs universitet (äldre svensk benämning: Lembergs universitet; ukrainska: Львівський університет; ryska: Львовский университет; polska: Uniwersytet Lwowski; latin: Universitas Leopoliensis), officiellt namn Ivan Franko-universitetet i Lviv (ukrainska: Львівський національний університет імені Івана Франка) är det äldsta universitetet i dagens Ukraina, grundat år 1661 i Lviv.

## Historia
Universitetets historia sträcker sig till 1661, då kung Johan II Kasimir av Polen gav universitetsrättigheter till jesuitkollegiet i Lviv. År 1772 annekterades Lviv av Österrike i samband med den första delningen av Polen, och då påve Clemens XIV lät upplösa jesuitorden 1773 stängdes kollegiet. I oktober 1784 lät kejsar Josef II grunda ett sekulärt universitet i staden.
Universitetet gjordes 1805 om till ett lyceum, men återfick sina universitetsrättigheter 1817. Följande år växte antalet studenter, av vilka en majoritet var katolska polacker, och efter att Galizien beviljades autonomi 1873 skedde en polonisering av undervisningen. 
Efter första världskriget tillföll Lviv, och därmed också universitetet, den andra polska republiken. År 1919 döptes universitetet om till Johan Kasimir-universitetet, efter dess grundare kung Johan II Kasimir. Efter invasionen av Polen vid andra världskrigets utbrott 1939 kom Lviv att tillhöra Ukrainska SSR i Sovjetunionen, och fick första gången sitt nuvarande namn 1940, efter den ukrainske nationalförfattaren och tidigare studenten Ivan Franko. 
I samband med Nazitysklands invasion av Sovjetunionen 1941 kom Lviv att ockuperas av tyskarna och universitetet att stängas. Efter att röda armén återtagit Lviv öppnade universitetet igen 1944, då som Lvivs statliga universitet. Efter Sovjetunionens upplösning och Ukrainas självständighet 1991 kom universitetet att åter döpas om till Ivan Franko-universitetet.
Rektor är sedan 2014 Volodymyr Melnyk. Idag[när?] finns cirka 12 000 studenter på universitetet. Cirka 40 studenter vid fakulteten för internationella relationer läser svenska som första främmande språk.[när?]

## Personer med koppling till universitetet

### Kända forskare
- Stefan Banach, polsk matematiker, en av funktionalanalysens grundare, professor vid universitetet från 1922[3]
- Jakiv Holovatskyj, ukrainsk präst och språkvetare, professor vid universitetet 1848–1867[4]
- Roman Ingarden, polsk filosof, professor vid universitetet 1933–1941[5]

### Kända alumner
- Kazimierz Ajdukiewicz, polsk filosof och logiker[6]
- Ivan Franko, ukrainsk författare, journalist och politisk aktivist[7]
- Jan Karski, polsk forskare, diplomat och motståndsman under andra världskriget[8]
- Stanisław Jerzy Lec, polsk poet och aforistiker[9]
- Stanisław Lem, polsk science fiction-författare[10]
- Raphaël Lemkin, polsk-amerikansk jurist som definierade begreppet folkmord[11]
- Roman Malinowski, polsk-svensk professor emeritus i byggnadsmateriallära
- Oleksij Reznikov, ukrainsk jurist och politiker, Ukrainas försvarsminister 2021–2023[12]
- Bruno Schulz, polsk-judisk författare och tecknare[13]
- Iryna Veresjtjuk, ukrainsk jurist och politiker, Ukrainas vice premiärminister och minister för återförening av tillfälligt ockuperade områden sedan 2021[14]